# اینتروداکوا
اینتروداکوا (به ایتالیایی: Introdacqua) یک کومونه در ایتالیا است که در استان لاکویلا واقع شده‌است.

## خصوصیات
اینتروداکوا ۳۶٫۹۷ کیلومترمربع مساحت و ۲٬۱۱۵ نفر جمعیت دارد و ۶۴۲ متر بالاتر از سطح دریا واقع شده‌است.